# Liste der Monuments historiques in Bergères-sous-Montmirail
Die Liste der Monuments historiques in Bergères-sous-Montmirail führt die Monuments historiques in der französischen Gemeinde Bergères-sous-Montmirail auf.

## Liste der Immobilien
| Bezeichnung                         | Beschreibung                                                                            | Standort                 | Kennzeichnung | Schutzstatus   | Datum | Bild |
| ----------------------------------- | --------------------------------------------------------------------------------------- | ------------------------ | ------------- | -------------- | ----- | ---- |
| Château de Bergères-sous-Montmirail | aus dem 17. Jahrhundert; mit Wirtschaftsgebäuden, Innenausstattung und Teilen des Parks | 22 rue du Château (Lage) | PA00078588    | Classé Inscrit | 1982  |      |

## Liste der Objekte
| Bezeichnung                      | Beschreibung                                                                                              | Standort                                      | Kennzeichnung | Schutzstatus | Datum | Bild |
| -------------------------------- | --- | --------------------------------------------- | ------------- | ------------ | ----- | ---- |
| Kanzel                           | Holz, 18. Jahrhundert                                                                                     | in der Kirche Ste-Colombe (Lage)              | PM51002745    | Inscrit      | 1978  |      |
| Skulptur eines heiligen Bischofs | Holz, 17. Jahrhundert                                                                                     | in der Kirche Ste-Colombe (Lage)              | PM51002747    | Inscrit      | 1978  |      |
| Gemälde Mariä Himmelfahrt        | Ölfarbe auf Leinwand, 18. Jahrhundert                                                                     | in der Kirche Ste-Colombe (Lage)              | PM51002744    | Inscrit      | 1978  |      |
| Kronleuchter                     | Glas, 19. Jahrhundert                                                                                     | in der Kirche Ste-Colombe (Lage)              | PM51002743    | Inscrit      | 1978  |      |
| Schmiedearbeiten                 | Gittertor, Ausstattung der Eingangshalle und des Treppenhauses, Treppengeländer; Schmiedeeisen, undatiert | im Château de Bergères-sous-Montmirail (Lage) | PM51001329    | Classé       | 1982  |      |
| Hauptaltar                       | Altartisch und Tabernakel; Holz, 18. Jahrhundert                                                          | in der Kirche Ste-Colombe (Lage)              | PM51002746    | Inscrit      | 1978  |      |
| Wandvertäfelung des Chorraums    | Holz, 18. Jahrhundert                                                                                     | in der Kirche Ste-Colombe (Lage)              | PM51003382    | Inscrit      | 1998  |      |